# Alarcia
Alarcia es una localidad situada en la provincia de Burgos, comunidad autónoma de Castilla y León (España), comarca de Montes de Oca, subcomarca de Tirón-Rioja Burgalesa, ayuntamiento de Rábanos. Se encuentra entre el embalse de Úzquiza (al oeste) y el Pico San Millán de la sierra de la Demanda (al sureste).

## Contexto geográfico
Se encuentra a una media de 1200 m de altitud sobre el nivel del mar, en la parte noroccidental de la sierra de la Demanda
- Sistema de Coordenadas Universal Transversal de Mercator ED50 UTM 30N X:478.173,67 Y:4.681.179

Dista 7,0 km, carreteras BU-847/BU-P-8101 y BU-V-8102, de la capital de municipio, Rábanos; se encuentra a 37,7 km de Burgos, pasando por Villasur de Herreros e Ibeas de Juarros.

## Historia
En los valles altos del río Tirón se refugiaron los pobladores de las invasiones que corrían por el llano, conservando con ello un sustrato cultural autóctono.
La zona volvió a manos cristianas en la década que va del 870 a 880 gracias al conde castellano Diego Rodríguez Porcelos que en colaboración con el recién nombrado conde de Álava, Vela Jiménez afianzan definitivamente la frontera en el valle del Ebro y crean una nueva línea defensiva siguiendo el curso del río Arlanzón; restaurando la antigua sede episcopal de Oca.
Parece ser que la población tiene su origen en la repoblación alto-medieval, apareciendo por primera vez nombrada el 1068 en el documento de dotación de la sede de Oca que el primer rey de Castilla Sancho II concede al obispo, vinculándola a la Abadía de Foncea o Broncea.
Es nombrada en el fuero de Cerezo, el cual fue concedido por Alfonso VII de León, el 10 de enero de 1146, a la villa de Cerezo de Río Tirón. Entre las 134 aldeas nombradas que pertenecen al alfoz de Cerezo, aparece Halariza junto a Valmala y Sancta Crux del Valle (Urbión).
Fue una de las ocho villas de realengo del Valle de San Vicente (este también abarca los valles vecinos) que formaban parte del partido de Burgos, uno de los catorce partidos que formaban la Intendencia de Burgos durante el periodo comprendido entre 1785 y 1833, tal como se recoge en el Censo de Floridablanca (1785-1787). Tenía jurisdicción de realengo con alcalde ordinario.
A la caída del Antiguo Régimen queda constituida como ayuntamiento constitucional del mismo nombre en el partido Belorado, región de Castilla la Vieja, contaba entonces con 46 habitantes.

### Descripción de Sebastían Miñano (1.826)
Villa de Realengo, de España, en Castilla la Vieja, provincia y arzobispado de Burgos de Burgos, partido de Juarros y la Mata, Alcalde Ordinario, 40 vecinos, 150 habitantes, 1 parroquia.
- Dista 6 1/2 leguas de Burgos y 1/2 de Valmala siguiendo la dirección de la sierra. Sus vertientes se dirigen unas al río de Valmala y otras al Arlanzón.
- Es un pueblo pobre y de cortos productos que se reducen a centeno y ganado lanar.
- Industria del carboneo para el surtido de Burgos.

Contribuye con 898 reales y 11 maravedíes. Derechos enagenados 577 reales y 72 maravedíes.

### Descripción de Don Pascual Madoz (1.846)
Alarcia o Alariza: villa con ayuntamiento en la provincia de Burgos, partido de Belorado, tiene 46 almas y 17 casas,  entre ellas la consistorial, y una ermita titulada de San Bartolomé, la iglesia parroquial bajo la advocación de Ntra. Sra de la Asunción. se halla en una altura distante 1/4 leg...
- Terreno aspero y de mala calidad, sólo se cultiva una parte.
- Lo baña el riachuelo Tranco que nace en la falda de la espresada sierra de Valle Amargo.
- Hay varios montes y un pasto de secano donde pastan los ganados.
- La correspondencia se recibe por medio de baligero de la administración de Belorado.
- Producción: trigo, cebada y centeno.
- Ganado vacuno, lanar y cabrio.
- Corzos y algunas truchas.

Contribuye con 1372 reales y 32 maravedíes

En 1858 queda suprimido como municipio y se agrupa como entidad local menor en el municipio Rábanos.
Tras la supresión del Partido de Belorado, la localidad, que forma parte del municipio de Rábanos, queda integrada en el partido de Briviesca.

## Demografía
- Demografía histórica INE[3]

| 1842 |
| ---- |
| 46   |

- Demografía de los últimos años INE[4]

| 2000 | 2001 | 2002 | 2003 | 2004 | 2005 | 2006 | 2007 |  |
| ---- | ---- | ---- | ---- | ---- | ---- | ---- | ---- |  |
| 48   | 57   | 60   | 48   | 82   | 64   | 64   | 63   |  |

## Patrimonio artístico y natural

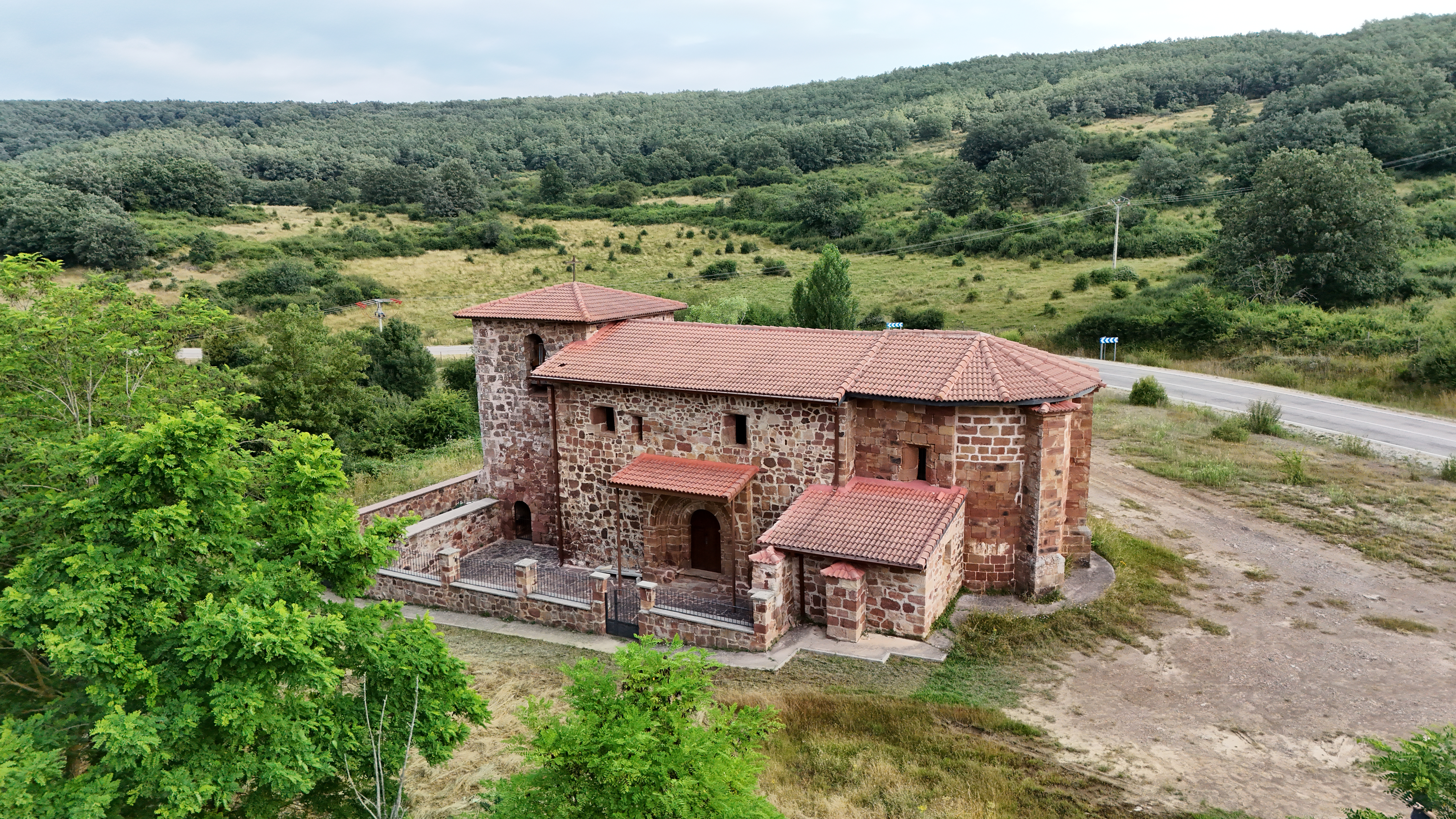
Iglesia de Nuestra Señora de la Asunción

- Iglesia parroquial.
- Embalse de Úzquiza
- Sierra de la Demanda
- Mirador de la Cruz

### Parroquia de San Bartolomé
Es una iglesia románica dedicada a La Asunción de Nuestra Señora, dependiente de la parroquia de Villasur de Herreros en el Arcipestrazgo de San Juan de Ortega, diócesis de Burgos. Recientemente restaurada (2001, ...) por la propia diócesis.

## Fiestas
El fin de semana más cercano a San Bartolomé (24 de agosto).